# 锡布尔
锡布尔（法語：Ciboure，法語發音：[sibuʁ]）是法国新阿基坦大区大西洋比利牛斯省的一个市镇，属于巴约讷区。

## 地理
锡布尔（43°23'7"N, 1°40'4"W）面积7.44 平方千米，位于法国新阿基坦大区大西洋比利牛斯省，该省份为法国东南部省份，涵盖了贝阿恩与北巴斯克，西临大西洋比斯開灣，北至朗德省，东北接热尔省，东临上比利牛斯省，南与西班牙接壤。
与锡布尔接壤的市镇（或旧市镇、城区）包括：阿斯坎、圣让德吕兹、于吕涅。
锡布尔的时区为UTC+01:00、UTC+02:00（夏令时）。

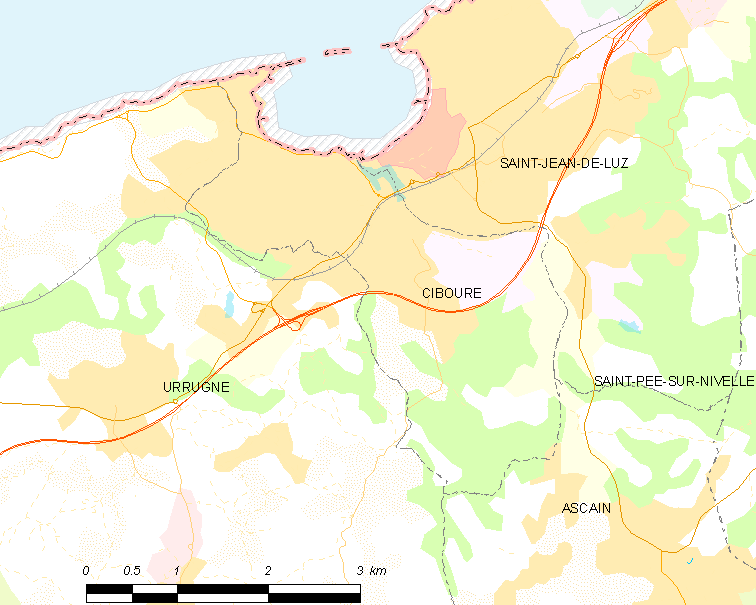
锡布尔的OSM定位图

## 行政
锡布尔的邮政编码为64500，INSEE市镇编码为64189。

## 政治
锡布尔所属的省级选区为圣让德吕兹县。

## 交通
圣让德吕兹-锡布尔站开行前往巴黎的列车。

## 人口

1962-2008年间锡布尔人口变化图示

锡布尔于2022年1月1日时的人口数量为5957人。

## 人物
锡布尔是法国著名作曲家莫里斯·拉威尔的出生地。